# Branik
Branik je naselje v Mestni občini Nova Gorica.

## Braniško območje
Braniško območje se razprostira v delu Vipavske doline, ki upravno pripada občini Nova Gorica in je njen najbolj jugovzhodni del. Na severu poteka meja braniškega ozemlja ob reki Vipavi od zahoda proti vzhodu, to je od njene velike okljuke, preden zavije proti jugu v ozko sotesko Pekel-Saksid, do Nečilca, od koder se obrne meja proti jugozahodu po Počivalski grapi navzgor, nadaljuje pa se zahodno od Pečenkovih pod Triglavec. Od tu se ponovno obrne proti jugovzhodu po slemenu Lackega brega v smeri sv. Martina, le za nekaj sto metrov nižje, prek več podolžnih grap in vmesnih hribov do Svinščka nad Spodnjo Branico. Naselje Spodnja Branica je tako na tromeji občin Ajdovščina, Nova Gorica in Sežana. Meja se od tu obrne proti jugu navzgor po pobočju Krasa, prestopi cesto in železnico Branik-Štanjel in se nadaljuje po suhem Grdem žlebu zahodno od Lukovca, skozi Zajčevec do meje kobjeglavskega in komenskega katastra. Od tu se obrne proti zahodu in teče čez pomemben suhi preval Komenšček (povezava Branik-Komen), nadaljuje se navzgor po severnem pobočju Šunke nad Pedrovim v smeri Železnih vrat, od koder se ponovno obrne proti severozahodu pod Kozjakom po Lenivški grapi v Steske.
Braniško ozemlje meji na severu ob Vipavi na ajdovsko, na jugu pa na sežansko občino.
Posebno značilnost daje temu ozamlju površinska in geološka sestava tal. Reka Branica loči Vipavsko od Kraško-komenskega sveta.
Braniško ozemlje sestavljajo trije naravni geografski deli:
- Braniška dolina,
- gričevnati svet med Vipavsko dolino in dolino Branice in
- severni rob Komenskega Krasa.[2]

## Izvor krajevnega imena
Krajevno ime je izpeljano iz besede brána, ki se je v rednem jezikovnem razvoju razvila iz borna (v pomenu obrambni okop). Krajevno ime torej prvotno kaže na vojaško utrdbo z zemeljskimi okopi. Občno ime branik je v slovenščini izpričano v pomenu ogelni stolp pri gradovih in utrdbah. Kraj se je prvotno imenoval Branica, o čemer pričajo stari zapisi: okoli leta 1200 Breniz in 1758 Wrenitz. Kasneje so ga poimenovali v Rihemberk, kar je izvorno ime gradu (s prvotnim pomenom skalna gora ali Rihova gora, leta 1955 pa v Branik. Prvotno ime se do danes ohranja v italijanskem imenu tega kraja Branizza in v slovenskem vodnem imenu (hidronimu) reke Branica.

## Pomembni krajani
- Nevin Birsa, pesnik
- Rajko Bratož, zgodovinar
- Ljudevit Furlani, prevajalec in publicist
- Simon Gregorčič, pesnik

## Fotografska galerija, Branik in okolica
- Branik, Grad Rihemberk, Goriška
- Braniški vinogradi, Goriška
- Branik, cerkev, Goriška
- Branik, Braniška dolina in vinogradi, Goriška
- Cerkev Svetega Martina nad Branikom, Goriška
- Cerkev Svetega Martina nad Branikom, na dan vaške zabave, Goriška
- Branik, vinske kleti, Goriška
- Branik, Sveti Martin, vinske kleti, okušanje vina, Goriška